# Hymenochaete dura
Hymenochaete dura är en svampart som beskrevs av Berk. & M.A. Curtis 1868. Hymenochaete dura ingår i släktet Hymenochaete och familjen Hymenochaetaceae.   Inga underarter finns listade i Catalogue of Life.